# Frickson Erazo
Frickson Rafael Erazo Vivero (Esmeraldas, 1988. május 5. –), legtöbbször egyszerűen Frickson Erazo, ecuadori labdarúgó, a brazil Grêmio hátvédje kölcsönben a szintén brazil Flamengótól.